# Elvis Presley (álbum)
Elvis Presley  (lançado no Reino Unido como Elvis Presley Rock n' Roll) é o primeiro álbum de estúdio de Elvis Presley, lançado pela RCA (atual Sony/BMG). "Blue Suede Shoes" que se tornou um dos maiores clássicos do rock nos anos 50 é uma composição de Carl Perkins, "Tutti Frutti", por sua vez, se tornou um dos maiores clássicos de Little Richard. Já "Money Honey" é uma das mais famosas da carreira do grupo The Drifters, tradicional grupo de rock, R&B, soul e gospel dos anos 50. Esse disco contém algumas músicas gravadas na época da Sun Records em 1954 e 1955.
O álbum passou dez semanas no topo da parada Billboard Top Pop Albums em 1956, o primeiro de rock and roll a liderar as paradas, e o primeiro do gênero a vender mais de um milhão de cópias. Este álbum está na lista dos 200 álbuns definitivos no Rock and Roll Hall of Fame. Em 2003, ficou na posição 56 na lista dos 500 melhores álbuns de todos os tempos da revista Rolling Stone, mantendo a posição na versão atualizada de 2012. Elvis Presley foi um dos três álbuns do cantor a ser referenciado no livro 1001 Albums You Must Hear Before You Die. Ganhou disco de ouro em 1966 e de platina em 2011 nos Estados Unidos.

## Lista de faixas
| Lado 1 |                         |                                      |                        |         |  |
| N.º    | Título                  | Compositor(es)                       | Data de gravação       | Duração |  |
| 1.     | "Blue Suede Shoes"      | Carl Perkins                         | 30 de janeiro de 1956  | 2:00    |  |
| 2.     | "I'm Counting on You"   | Don Robertson                        | 11 de janeiro de 1956  | 2:25    |  |
| 3.     | "I Got A Woman"         | Ray Charles Renald Richard           | 10 de janeiro de 1956  | 2:25    |  |
| 4.     | "One-Sided Love Affair" | Bill Campbell                        | 30 de janeiro de 1956  | 2:11    |  |
| 5.     | "I Love You Because"    | Leon Payne                           | 5 de julho de 1954     | 2:43    |  |
| 6.     | "Just Because"          | Sydney Robin Bob Shelton Joe Shelton | 10 de setembro de 1954 | 2:32    |  |

| Lado 2 |                                               |                                    |                        |         |  |
| N.º    | Título                                        | Compositor(es)                     | Data de gravação       | Duração |  |
| 1.     | "Tutti Frutti"                                | Dorothy LaBostrie Richard Penniman | 31 de janeiro de 1956  | 1:59    |  |
| 2.     | "Trying to Get to You"                        | Rose Marie McCoy Margie Singleton  | 11 de julho de 1955    | 2:31    |  |
| 3.     | "I'm Gonna Sit Right Down and Cry (Over You)" | Howard Biggs Joe Thomas            | 31 de janeiro de 1956  | 2:01    |  |
| 4.     | "I'll Never Let You Go (Lil' Darlin')"        | Jimmy Wakely                       | 10 de setembro de 1954 | 2:24    |  |
| 5.     | "Blue Moon"                                   | Richard Rodgers Lorenz Hart        | 19 de agosto de 1954   | 2:40    |  |
| 6.     | "Money Honey"                                 | Jesse Stone                        | 10 de janeiro de 1956  | 2:35    |  |

## Posição nas paradas musicais
| Parada (1956)                       | Melhor posição |
| ----------------------------------- | -------------- |
| Reino Unido (Official Albums Chart) | 1              |
| Estados Unidos (Billboard 200)      | 1              |
| Estados Unidos (Cashbox)            | 1              |

| Parada (1977)      | Melhor posição |
| ------------------ | -------------- |
| Noruega (VG-lista) | 20             |

## Músicos
- Elvis Presley: Vocal, violão e piano
- Scotty Moore: Guitarra
- Chet Atkins: Guitarra
- Bill Black: Baixo
- D.J. Fontana: Bateria
- Johnny Bernero: Bateria
- Floyd Cramer: Piano
- Shorty Long: Piano
- Gordon Stoker, Ben, Brock Speer e Keine: Vocal